# Genévrier
Juniperus
Genre
Classification phylogénétique
Les Genévriers, de nom scientifique Juniperus, constituent un genre de Conifères de la famille des Cupressaceae. Il comporte un grand nombre d'espèces, certaines dites « rigides » aux aiguilles piquantes et d'autres « souples » au feuillage en écailles.
D'origine américaine, asiatique, africaine et européenne, ce sont des arbustes et des arbres qui atteignent couramment 4 à 15 m de haut dans la nature, et même 25 à 30 m pour certaines espèces. Ils supportent les sols pauvres, éventuellement très calcaires (il est souvent associé aux coteaux calcaires en France), sablonneux et secs, jusqu'à 4 500 m d'altitude. Certaines espèces de genévrier peuvent vivre plus de 1 000 ans.
Une junipéraie est une formation végétale dominée par les genévriers.

## Phytonymie

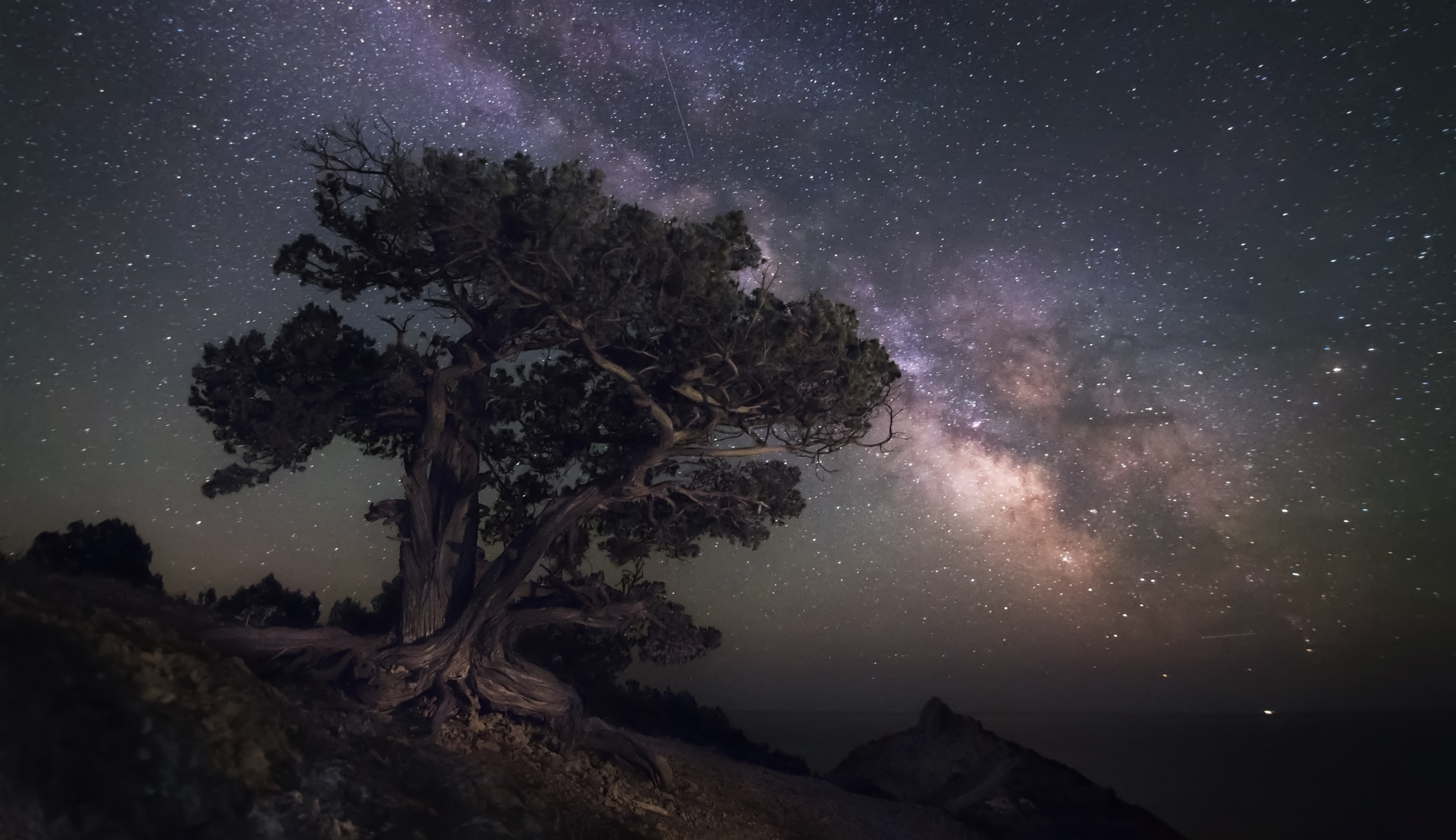
Un genévrier à Novyï Svet en Crimée.

Le nom vernaculaire de « genévrier » est issu du latin populaire jeniperus, altération du latin classique juniperus (ce qui vaut à la plante son nom scientifique générique) qui désignait déjà ces arbustes chez les Romains.

## Caractéristiques botaniques
Le genre Juniperus est caractérisé par des cônes très particuliers, appelés « galbules », faux-fruits comportant des écailles plus ou moins complètement soudées entre elles. Les galbules du genévrier initialement vertes virent au bleu, au brun ou au noir à maturité. Elles sont communément appelées « baies ». Cette dénomination est cependant abusive d'un point de vue strictement botanique, la baie n'étant produite que par des angiospermes.
Beaucoup d'espèces sont dioïques. Au printemps, les pieds femelles portent des petits cônes à l'aisselle des feuilles de l'année précédente. Les trois ovules, à l'aisselle des écailles supérieures du rameau, émettent une goutte micropylaire captant le pollen. Les cônes mâles se présentent sous la forme de très petits chatons à l'aisselle de feuilles vers le milieu de jeunes rameaux.
On distingue deux sortes de genévriers, caractérisés par les feuilles :
- Juniperus sect. Juniperus : feuilles pointues, en aiguilles verticillées par trois (Genévrier commun, Genévrier cade...).
- Juniperus sect. Sabina : feuilles en écailles très semblables à celles des Cupressus, mais en totalité ou partiellement piquantes[2] (Genévrier thurifère, Genévrier de Phénicie...).

L'écorce est filandreuse, grise brunâtre. Du fait que le genévrier pousse là où d'autres plantes ne pourraient pas pousser à cause de la pauvreté du sol, il arrive qu'on trouve des paysages uniquement de genévriers. Un lieu peuplé de genévriers se nomme une junipéraie.

## Principales espèces

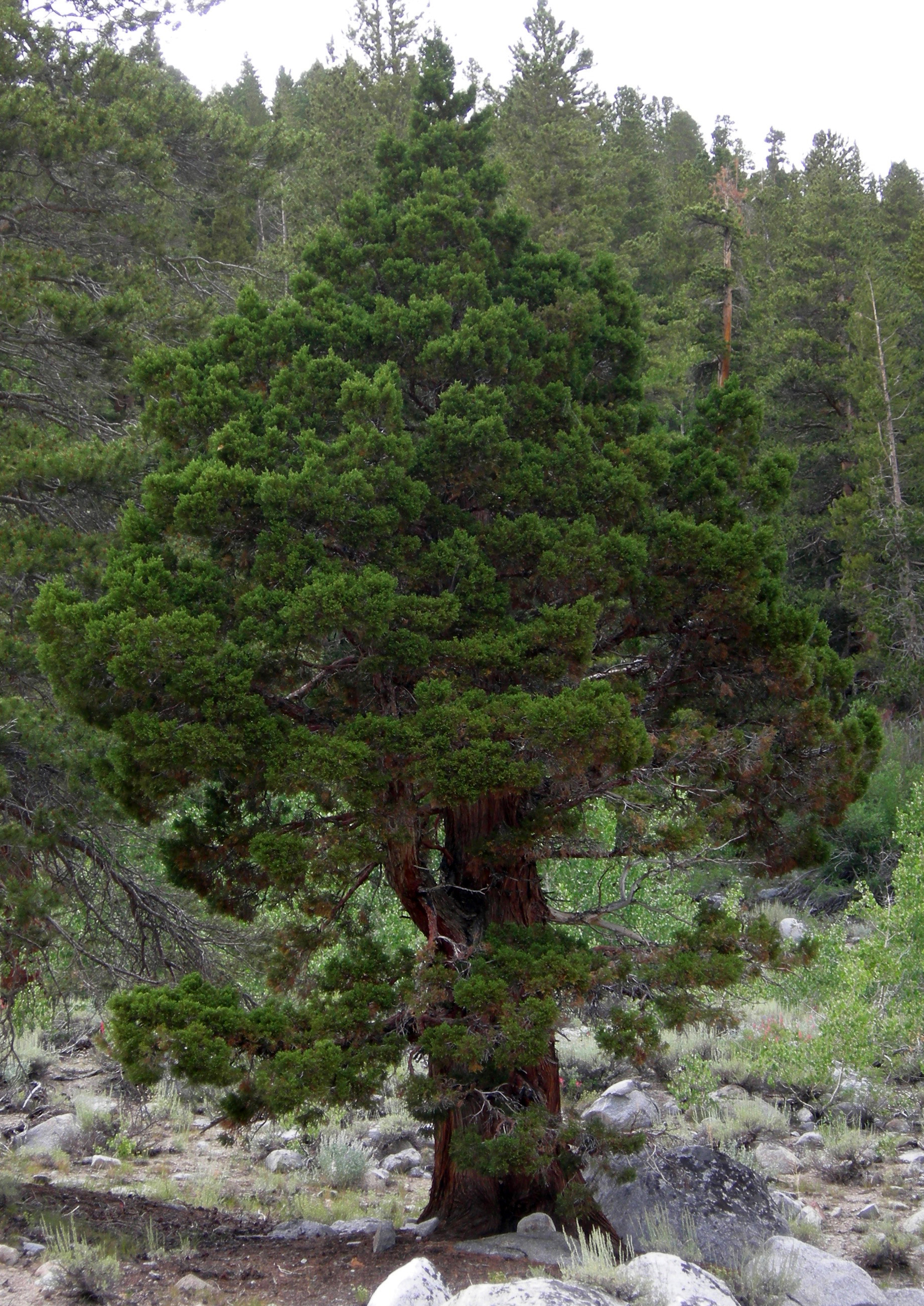
Juniperus occidentalis var. australis.

- Juniperus chinensis - Genévrier de Chine
- Juniperus cedrus
- Juniperus communis - Genévrier commun
- Juniperus drupacea - Genévrier de Syrie
- Juniperus excelsa - Genévrier grec
- Juniperus horizontalis - Genévrier rampant ou genévrier horizontal
- Juniperus occidentalis - Genévrier occidental
- Juniperus oxycedrus - Genévrier cade ou oxycèdre
- Juniperus phoenicea - Genévrier de Phénicie
- Juniperus procera - Genévrier d'Afrique
- Juniperus pseudosabina
- Juniperus recurva - Genévrier de l'Himalaya
- Juniperus rigida - Genévrier rigide
- Juniperus sabina - Genévrier sabine
- Juniperus sibirica - Genévrier nain, genévrier de Sibérie (ex-Juniperus communis subsp. nana)
- Juniperus squamata - Genévrier écailleux
- Juniperus scopulorum - Genévrier des Rocheuses
- Juniperus tibetica - Genévrier tibétain
- Juniperus turbinata - Genévrier turbiné
- Juniperus thurifera - Genévrier thurifère
- Juniperus virginiana - Genévrier de Virginie ou cèdre rouge

## Histoire
Le genévrier était une plante appréciée des Grecs anciens et des Romains. Ces derniers utilisaient l'huile de cade, obtenue en chauffant le bois de genévrier : elle servait à la toilette des morts.
Dans l'Antiquité et au Moyen Âge, le genévrier était utilisé comme panacée, ses fumigations étaient réputées désinfectantes (notamment utilisées dans les rues pour combattre les épidémies de peste et de choléra) et le « vin de genièvre » avait des vertus diurétiques.

## Utilisation

### Monnaie d'impôts
Les Polonais devaient payer aux propriétaires fonciers une part (parfois élevée) de leurs taxes sous forme de baies de genièvre.

### Dans l'alimentation
Les cônes bleus/noirs charnus, dits galbules (improprement dénommés baies) sont aromatiques, tanniques et sucrés. Ils constituent une épice appréciée par certains, et sont réputés faciliter la digestion des gibiers et viandes grasses, relever le goût de la choucroute, le « pâté de glands » ou le fumet de poisson. Écrasés, ils entrent par exemple dans la composition des "rognons de veau à la liégeoise".
En Haute-Provence, un extrait concentré de cônes de cette espèce, une sorte de confiture sans sucre dite eschait ou chaï était servi en dessert avec de la crème fraiche ou dans un lait chaud, jusqu'à il y a  peu dans la vallée de l'Ubaye.
On faisait de même en Pologne et dans l'Est de la Suisse où ce produit est encore vendu dans les commerces d'alimentation naturelle/bio et parfois même dans les supermarchés.
Des peuples amérindiens en faisaient une pâte (en les écrasant) introduite dans la nourriture. Aujourd'hui on en fait parfois une purée (faite au moulin à légume, de manière à retirer les graines), à consommer avec modération car affectant la fonction rénale si consommés en grande quantité.
Côté boissons, un succédané de café a été fait avec des cônes torréfiés (comme pour la chicorée).

Dans le domaine des alcools, dans une grande partie de l'Europe catholique (de l'Espagne aux pays slaves), ces baies (et parfois le rameau feuillé entier) entrent aussi dans la composition de l'alcool de genièvre, Borovička, et dans celle du gin anglais et de l'aquavit et elles sont parfois utilisées pour aromatiser la bière, ce que les vikings faisaient déjà il y a un millénaire note l'ethnobotaniste François Couplan, qui ajoute qu'en Normandie des cônes immatures, encore verts étaient utilisés pour aromatiser le calvados (eau-de-vie) (avec du sucre), et qu'en Norvège on préparait une boisson alcoolisée en laissant fermenter des cônes murs dans de l'eau, ce qui est une variante de boissons telles que l'eau de Houle (Pas de Calais), un alcool distillé à Wambrechies (Nord), le Péket belge, le jenever néerlandais, le Klekovaca serbe (ce dernier étant fini dans un tonneau fait de bois de Genévrier).
La croyance que l'encens de genévrier éloigne le mal était courante chez les peuples turcs. Jeremiah Curtin a noté que certains chamans de Sibérie utilisaient de l'encens de genévrier avant de sacrifier des animaux.

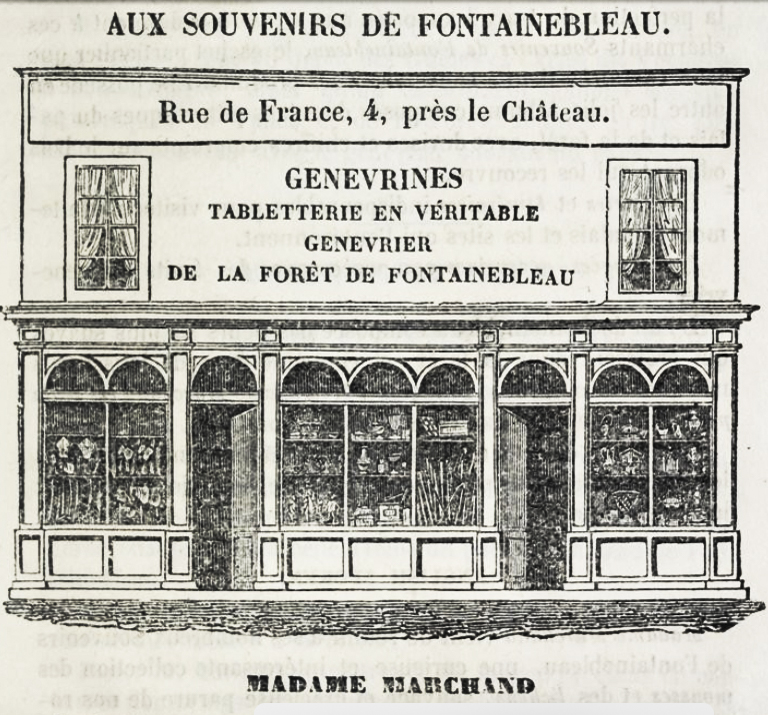

### Dans la tabletterie
Le bois de genévrier de la forêt de Fontainebleau était utilisé pour la confection d'objets tels que toutes sortes de boîtes ou des couvertures de livres, comme en témoigne Claude-François Denecourt.

### Propriétés médicinales
Seuls le genévrier commun (Juniperus communis) et le genévrier cade (Juniperus oxycedrus) sont comestibles.
Les baies et les jeunes pousses, préparées en infusion, ont des effets diurétiques, stomachiques et digestifs. Ils auraient été utilisés contre l'asthme.
Plus qu'un traitement des digestions très difficiles et des gaz intestinaux, les baies de genièvre sont ajoutées préventivement lors de la préparation des plats un peu lourds afin de faciliter leur digestion.
Un usage excessif du genévrier peut provoquer des troubles rénaux, de ce fait il ne doit pas être utilisé en cours de grossesse.

## Ennemis

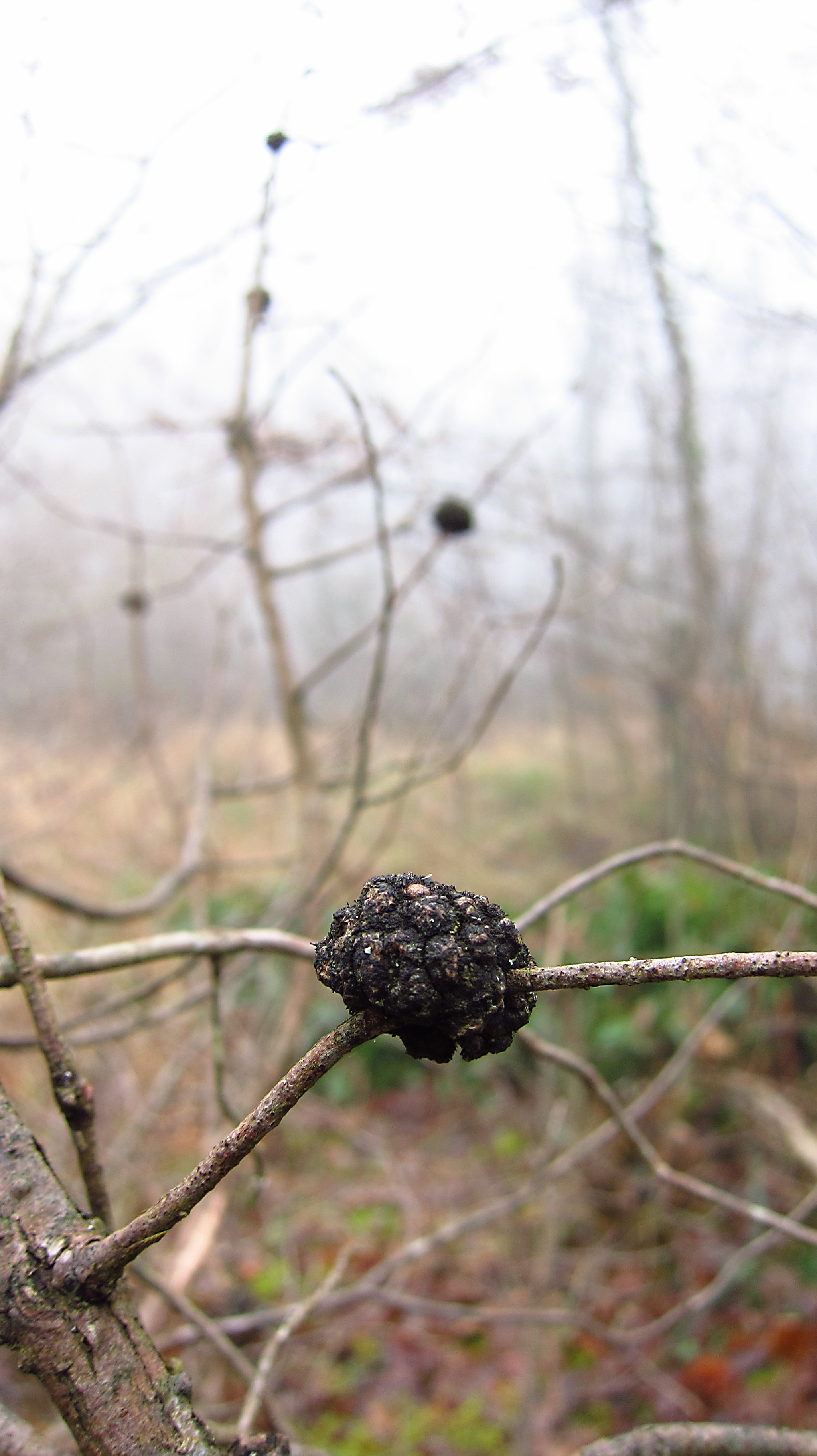
Tumeurs sur un genévrier commun.

Les papillons de nuit (hétérocères) suivants se nourrissent de genévrier :
- la Chouette (Pachypasa otus),
- le Bombyx du cyprès  (Pachypasa limosa),
- l'Eupithécie chétive (Eupithecia pusillata),
- la Phalène du genévrier (Thera juniperata).

## Maladies
Le genévrier est l'hôte principal de plusieurs maladies cryptogamiques appelées rouilles grillagées, dont la rouille grillagée du poirier qui a comme hôte secondaire le poirier auquel il cause de très importants dégâts au niveau des feuilles, des rameaux et des fruits.

## Musée
À Hasselt en Belgique, existe le Musée national du genièvre.